# L'Scooby-Doo i l'home llop reticent
L'Scooby-Doo i l'home llop reticent (títol original en anglès, Scooby-Doo! and the Reluctant Werewolf) és un telefilm animat de terror còmic de 1988 produït per Hanna-Barbera com a part de la sèrie Hanna-Barbera Superstars 10. Va marcar l'última aparició de Scrappy-Doo com a protagonista de la franquícia de Scooby-Doo fins a la data; no tornaria a aparèixer en una producció d'Scooby-Doo fins a la pel·lícula d'imatge real Scooby-Doo de 2002. També és l'última aparició del vestit d'en Shaggy des de The 13 Ghosts of Scooby-Doo fins a L'Scooby-Doo i la ciberpersecució. S'ha doblat al català.